# Centre d'études stratégiques de l'Afrique
Le Centre d'études stratégiques de l'Afrique (CESA) – en anglais Africa Center for Strategic Studies (ACSS) – est une institution fondée en 1999, pilotée par les États-Unis et dont le siège se trouve à Washington.
Organisation à vocation avant tout pédagogique, le CESA a pour mission de favoriser le perfectionnement professionnel des responsables civils et militaires de l’Afrique, de soutenir la gouvernance démocratique en Afrique et de promouvoir un dialogue soutenu et durable entre les responsables africains, européens et américains.
Le CESA est une composante de l'université de la défense nationale (National Defense University), également implantée à Washington. Rattaché au département de la Défense, ce dispositif sert aussi à promouvoir et consolider les valeurs américaines et renforcer la sécurité nationale des États-Unis.
En 2006 un premier bureau régional est créé à Addis-Abeba (Éthiopie). En 2008 un second bureau régional est ouvert à Dakar (Sénégal), où s'était précisément tenu le premier séminaire du CESA en avril 1999. D'autres centres régionaux sont prévus.
Chaque année, le CESA remet le prix du visionnaire (Visionary Award) qui distingue des « accomplissements en matière de paix et de sécurité ».

## Lauréats du prix du visionnaire
- 2006 :
- 2007 :
- 2008 : général Lamine Cissé (Sénégal)[3]
- 2009 : John Githongo (en) (Kenya)
- 2010 : général Martin Luther Agwai (en) (Nigeria)[4]